# Park Row Building
Il Park Row Building, noto anche come 15 Park Row, progettato da R. H. Roberston e Nathaniel Roberts, è un grattacielo di New York situato tra Tribeca e il Financial District, di cui è stato l'edificio più alto fino alla costruzione del Grattacielo Singer.

Ha un'altezza di 119 m per 29 piani, 3 dei quali costituiscono le cupole del tetto. Come edificio esclusivamente commerciale, contava 950 uffici e una capacità stimata di 25.000 persone; nel 2000 è iniziata una riqualificazione che ha reso residenziali i piani dall'11 in poi, aumentati nel 2014 dal terzo piano in su.

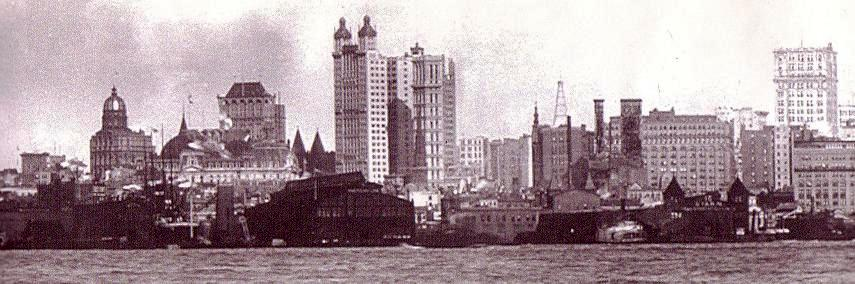
Skyline di New York nel 1902 con il Park Row Building al centro e il New York World Building a sinistra.